# Lac Paranoá
Le lac Paranoá (en portugais : Lago Paranoá) est un lac artificiel de 48 km2 situé à l'est de Brasilia, la capitale du Brésil. Il fut aménagé à la suite de la mise en service le 12 septembre 1959 du barrage () sur la rivière Rio Paranoá qui lui a donné son nom et en assure l'essentiel de l'approvisionnement en eau avec cinq autres rivières.
Dans une région où il y a deux saisons, l'été et l'hiver et un faible taux d'humidité (le niveau critique de 10 % peut être atteint) la présence d'un lac permet d'améliorer la qualité de l'air par l'évaporation de l'eau[réf. nécessaire]. 
Il contient à lui seul 500 millions de m3 d'eau puisée des nappes phréatiques.
Le lac comprend également un certain nombre d'îles :
- Ilha do Paranoá
- Ilha do Retiro
- Ilha dos Clubes

La partie méridionale du lac est traversée depuis 2002 par le pont Juscelino Kubitschek. Deux autres ponts plus anciens et plus petits franchissent le bras sud-ouest du lac (ou Lago Sul) : le Pont das Garças et le Pont Costa e Silva (inauguré en 1976).
Le 22 mai 2011, un bateau avec un peu plus d'une centaine de personnes a coulé dans le lac Paranoá. L'accident s'est produit vers 14h30, lors d'un événement qui s'y tenait. Le navire était autorisé à transporter quatre-vingt-dix passagers et deux membres d'équipage, mais le service d'incendie a déclaré qu'au moins 104 personnes étaient à bord. Cependant, le nombre exact de personnes présentes sur le bateau n'est pas certain. Le navire était incliné et à 17 mètres de profondeur. Il a été confirmé qu'au moins huit personnes ont perdu la vie dans la tragédie.